# Çiftlikmehmetağa, Akpınar
Çiftlikmehmetağa là một xã thuộc huyện Akpınar, tỉnh Kırşehir, Thổ Nhĩ Kỳ. Dân số thời điểm năm 2010 là 463 người.